# 武者小路実岳
武者小路実岳（むしゃのこうじ さねたけ/さねおか、享保6年（1721年）10月20日 - 宝暦10年（1760年）8月12日）は、江戸時代中期の公卿。
和歌を詠み、「新続題林和歌集」にも撰集されている。

## 官歴
- 享保10年（1725年）：従五位下
- 享保19年（1734年）：従五位上、侍従
- 元文3年（1738年）：正五位下
- 元文4年（1739年）：左馬頭
- 寛保元年（1741年）：左少将
- 寛保2年（1742年）：従四位下
- 延享元年（1744年）：正四位下
- 延享4年（1747年）：左中将
- 宝暦5年（1755年）：従三位

## 系譜
- 父：武者小路公野
- 子：武者小路公陰